# Leuris Pupo
Leuris Pupo Requejo (* 9. April 1977 in Holguín) ist ein kubanischer Sportschütze. Er schießt mit der Schnellfeuerpistole.

## Erfolge
Leuris Pupo, der 1997 mit dem Sportschießen begann, nahm an fünf Olympischen Spielen teil: 2000 belegte er in Sydney den neunten Rang, vier Jahre darauf beendete er den Wettbewerb auf dem siebten Platz. Dieses Ergebnis wiederholte er 2008 in Athen. Bei den Olympischen Spielen 2012 in London erreichte er mit 586 Punkten als Dritter der Qualifikation die Finalrunde, die er mit 34 Punkten auf dem ersten Rang beendete und somit Olympiasieger wurde. 2016 wurde er in Rio de Janeiro Fünfter. Erfolgreich war Pupo auch bei Panamerikanischen Spielen. So gewann er 2003 in Santo Domingo und 2007 in Rio de Janeiro jeweils die Goldmedaille sowie 2019 in Lima Silber.
Er ist geschieden und hat zwei Kinder.